# Yoon Byung-soon
Yoon Byung-soon, född den 27 november 1963, är en sydkoreansk handbollsspelare.
Hon tog OS-silver i damernas turnering i samband med de olympiska handbollstävlingarna 1984 i Los Angeles.